# Stefan Pechcin

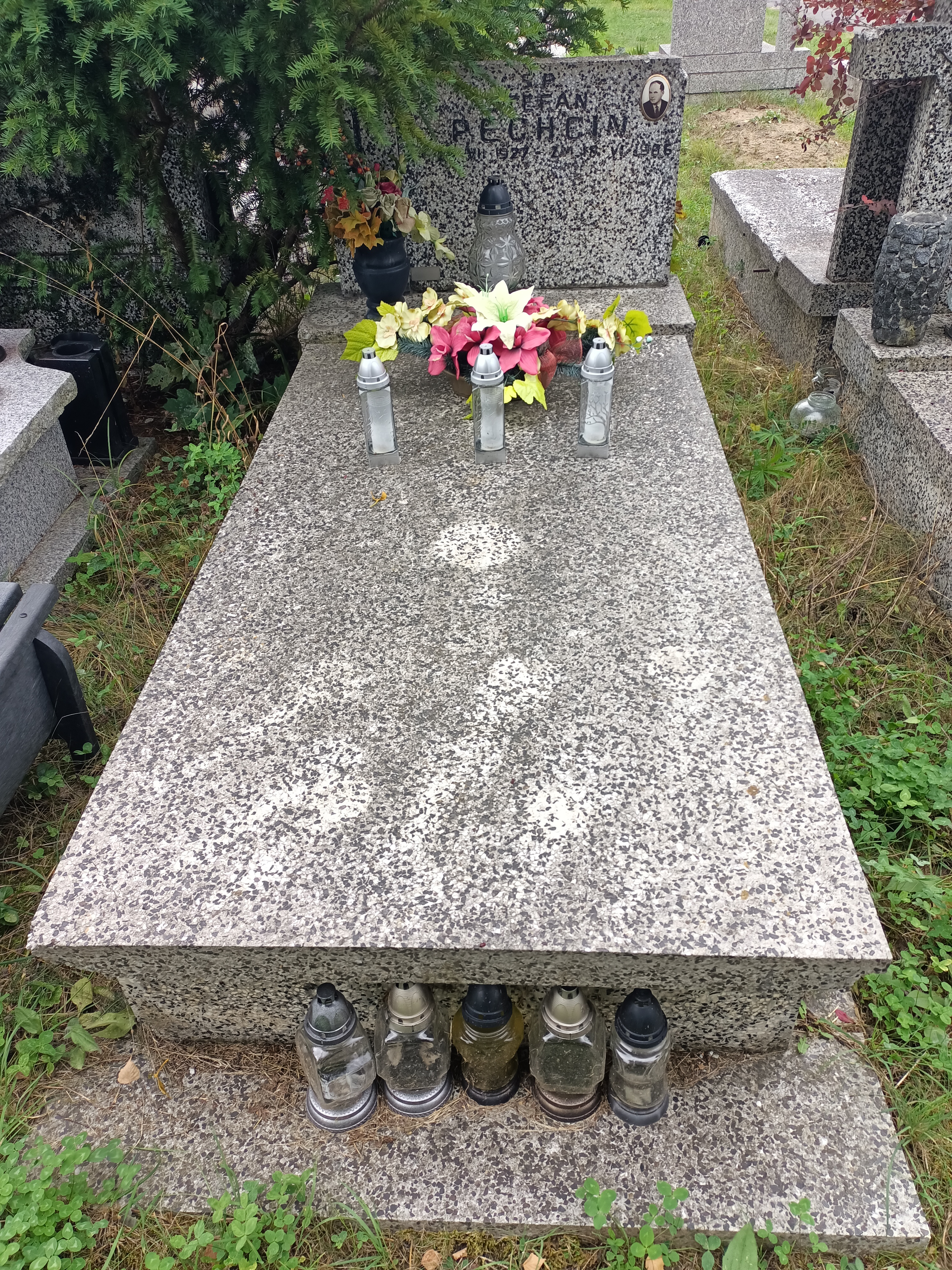
Grób Stefana Pechcina na Cmentarzu Komunalnym Północnym w Warszawie

Stefan Pechcin (ur. 24 lipca 1927 w Mińsku Mazowieckim, zm. 18 czerwca 1986 w Warszawie) – polski ślusarz, poseł na Sejm PRL II kadencji.

## Życiorys
Uzyskał wykształcenie średnie niepełne, z zawodu ślusarz. Należał do Polskiej Zjednoczonej Partii Robotniczej, pełnił funkcję sekretarza Komitetu Fabrycznego PZPR przy Warszawskiej Fabryce Motocykli. W 1957 został posłem na Sejm PRL II kadencji z okręgu Warszawa–Praga Śródmieście. W trakcie sprawowania mandatu zasiadał w Komisji Pracy i Spraw Socjalnych, Komisji Wymiaru Sprawiedliwości oraz Komisji Nadzwyczajnej do rozpatrzenia projektu ustawy o samorządzie robotniczym.
W 1955 odznaczony Medalem 10-lecia Polski Ludowej.
Pochowany na Cmentarzu Komunalnym Północnym w Warszawie.